# Alakamisy Antivato
Alakamisy Antivato is een plaats en commune in het centrum van Madagaskar, behorend tot het district Betafo, dat gelegen is in de regio Vakinankaratra. Tijdens een Volkstelling in 2001 telde de plaats 9,000 inwoners. 
De plaats biedt lager en hoger onderwijs aan. 90% van de bevolking is boer, de overige 10% van de bevolking onderhoudt zichzelf. De belangrijkste producten zijn rijst en aardappels. Andere belangrijke producten zijn mais, gerst en  sojabonen.